# Fedcupový tým Francie
Tým Francie v Billie Jean King Cupu reprezentuje Francii v tenisové soutěži ženských týmů od jejího založení v roce 1963 pod vedením národního tenisového svazu Fédération Française de tennis. Představuje jedno ze čtyř družstev, které odehrálo všechny ročníky soutěže.
Francie vyhrála ročníky 1997, 2003 a 2019. V letech 2004, 2005 a 2016 odešly reprezentantky „země galského kohouta“ z boje o trofej jako poražené finalistky. V prvních dvou případech nestačily na Rusko, potřetí pak podlehly Česku.
Týmovým statistikám vévodí bývalá světová trojka a wimbledonská finalistka Nathalie Tauziatová, která vyhrála celkově 33 zápasů a během šestnácti ročníků nastoupila do 40 mezistátních utkání. Bývalá světová jednička Amélie Mauresmová zvítězila v nejvíce dvouhrách a v únoru 2013 se po Nicolasi Escudém stala nehrající kapitánkou družstva. Na funkci rezignovala po listopadovém finále Fed Cupu 2016 v souvislosti s těhotenstvím. Nahradil ji Yannick Noah. Od roku 2019 plní tuto roli Julien Benneteau.

## Historie

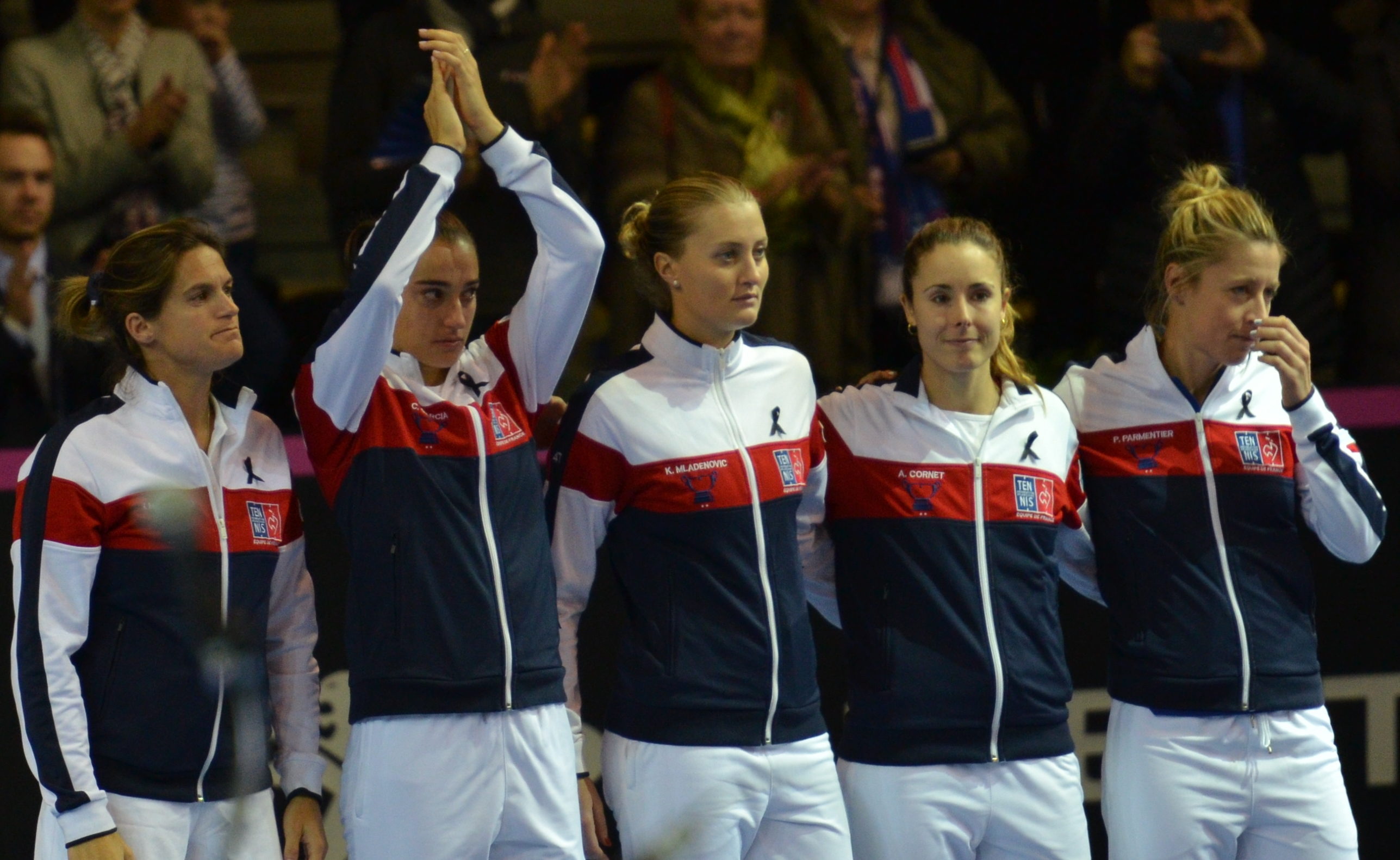
Francouzský tým ve finále Fed Cupu 2016 (zleva): kapitánka Amélie Mauresmová, Caroline Garciaová, Kristina Mladenovicová, Alizé Cornetová a Pauline Parmentierová

V prvních deseti ročnících, mezi roky 1963–1972, zaznamenaly Francouzky stabilní výsledky a nikdy neopustily soutěž před branami čtvrtfinále. Tato výkonnost pokračovala do počátku osmdesátých let, kdy celkový poměr výher a proher činil 63 %. Do té doby si tým čtyřikrát zahrál semifinále a v roce 1982 vyhrál turnaj útěchy pro poražené v úvodním kole. Kvalitativní pokles z průběhu osmdesátých let, s nízkou 40% úspěšností výher mezi roky 1983–1989, se zastavil v sezóně 1992, kdy Francie postoupila poprvé po šesti letech do čtvrtfinále. Následovaly čtyři ročníky 1993, 1994, 1995 a 1996, v nichž tenistky dohrály v semifinále.
Zlepšení výsledků se projevilo roku 1997 premiérovým postupem do světového finále. V něm zdolaly Nizozemsko 4:1 na zápasy a dosáhly na první titul, především díky tenistkám stabilně figurujícím v elitní světové dvacítce žebříčku WTA. Dva body z dvouher získala Sandrine Testudová, třetí přidala Mary Pierceová a čtyřhru za rozhodnutého stavu ovládl pár Alexandra Fusaiová a Nathalie Tauziatová. K druhé trofeji v sezóně 2003 je dovedly především výkony příští světové jedničky Amélie Mauresmové, která v osmi dvouhrách světové skupiny vybojovala všech osm bodů. V moskevském finálovém duelu Francouzky zdolaly Spojené státy 4:1 na zápasy.

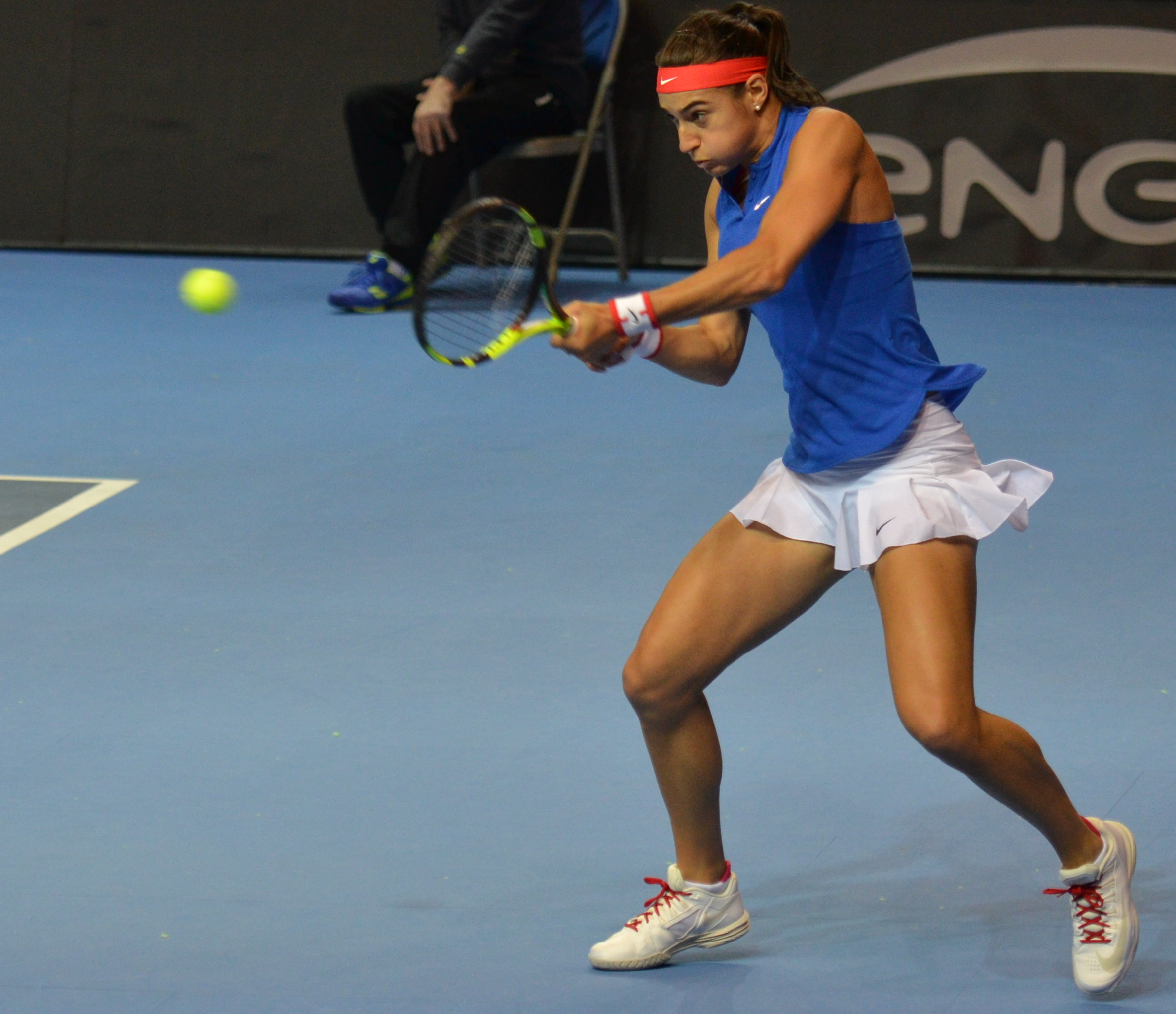
Garciaová vyhrála ve finále 2016 proti Češkám obě dvouhry

Nejlepší období Francouzek pokračovalo finálovými účastmi z let 2004 a 2005, když v obou případech nestačily na Rusko. Bodový zisk francouzskému družstvu v listopadu 2003 zajistil debutový posun do čela žebříčku ITF. Francouzky se tak od jeho zavedení staly druhým týmem na 1. místě, a k roku 2017 patřilo k pěti takovým družstvům.
V roce 2011 zůstávala francouzská reprezentace posledním účastníkem Fed Cupu, která nikdy nesestoupila ze světové skupiny. Prohraná baráž se Španělkami 1:4 ji však premiérově poslala do druhé světové skupiny 2012. Návrat do nejvyšší etáže se uskutečnil v roce 2015 po zvládnuté baráži 2014 nad Američankami v poměru 3:2. V sezóně 2014 Francouzky zaznamenaly nejnižší postavení na žebříčku ITF, když jim patřila 18. příčka. Po osmi letech se v roce 2015 opět probojovaly do semifinále, v němž nenašly recept na Češky. Proti stejnému soupeři v listopadu 2016 podlehly ve finále světové skupiny, do nějž postoupily po jedenácti letech. V zápase přitom nevyužily vedení 2:1. Třetí trofej Francouzky vybojovaly v roce 2019, když v perthském finále porazily Austrálii 3:2 na zápasy. Duel rozhodla až závěrečná čtyřhra. Tři body získala Kristina Mladenovicová, která druhý hrací den porazila i světovou jedničku Ashleigh Bartyovou. V deblu pak Mladenovicová s Garciaovou zdolaly pár Bartyová a Stosurová.

## Chronologie výsledků

### 2011–2019
| Rok  | soutěž                      | datum             | místo                         | povrch     | soupeř        | skóre | výsledek      |
| ---- | --------------------------- | ----------------- | ----------------------------- | ---------- | ------------- | ----- | ------------- |
| 2011 | Světová skupina, 1. kolo    | 5.–6. února       | Moskva, Rusko                 | tvrdý (h)  | Rusko         | 2–3   | prohra        |
| 2011 | Světová skupina, baráž      | 16.–17. dubna     | Lleida, Španělsko             | antuka     | Španělsko     | 1–4   | prohra        |
| 2012 | Světová skupina II          | 4.–5. února       | Bratislava, Slovensko         | tvrdý (h)  | Slovensko     | 2–3   | prohra        |
| 2012 | Světová skupina II, baráž   | 21.–22. dubna     | Besançon, Francie             | tvrdý (h)  | Slovinsko     | 5–0   | výhra         |
| 2013 | Světová skupina II          | 9.–10. února      | Limoges, Francie              | tvrdý (h)  | Německo       | 1–3   | prohra        |
| 2013 | Světová skupina II, baráž   | 20.–21. dubna     | Besançon, Francie             | tvrdý (h)  | Kazachstán    | 4–1   | výhra         |
| 2014 | Světová skupina II          | 8.–9. února       | Paříž, Francie                | tvrdý (h)  | Švýcarsko     | 3–2   | výhra         |
| 2014 | Světová skupina, baráž      | 19.–20. dubna     | St. Louis, Spojené státy      | tvrdý (h)  | Spojené státy | 3–2   | výhra         |
| 2015 | Světová skupina, 1. kolo    | 7.–8. února       | Janov, Itálie                 | antuka (h) | Itálie        | 3–2   | výhra         |
| 2015 | Světová skupina, semifinále | 18.–19. dubna     | Ostrava, Česko                | tvrdý (h)  | Česko         | 1–3   | prohra        |
| 2016 | Světová skupina, 1. kolo    | 6.–7. února       | Marseille, Francie            | tvrdý (h)  | Itálie        | 4–1   | výhra         |
| 2016 | Světová skupina, semifinále | 16.–17. dubna     | Trélazé, Francie              | antuka (h) | Nizozemsko    | 3–2   | výhra         |
| 2016 | Světová skupina, finále     | 12.–13. listopadu | Štrasburk, Francie            | tvrdý (h)  | Česko         | 2–3   | porážka       |
| 2017 | Světová skupina, 1. kolo    | 11.–12. února     | Ženeva, Švýcarsko             | tvrdý (h)  | Švýcarsko     | 2–3   | prohra        |
| 2017 | Světová skupina, baráž      | 22.–23. dubna     | Roanne, Francie               | antuka (h) | Španělsko     | 4–0   | výhra         |
| 2018 | Světová skupina, 1. kolo    | 10.–11. února     | Mouilleron-le-Captif, Francie | tvrdý (h)  | Belgie        | 3–2   | výhra         |
| 2018 | Světová skupina, semifinále | 21.–22. dubna     | Aix-en-Provence, Francie      | antuka (h) | Spojené státy | 2–3   | prohra        |
| 2019 | Světová skupina, 1. kolo    | 9.–10. února      | Lutych, Belgie                | tvrdý (h)  | Belgie        | 3–1   | výhra         |
| 2019 | Světová skupina, semifinále | 20.–21. dubna     | Rouen, Francie                | antuka (h) | Rumunsko      | 3–2   | výhra         |
| 2019 | Světová skupina, finále     | 9.–10. listopadu  | Perth, Austrálie              | tvrdý      | Austrálie     | 3–2   | vítězství (3) |

### 2020–2029
| Rok  | soutěž                            | datum             | místo                        | povrch     | soupeř         | skóre | výsledek |
| ---- | --------------------------------- | ----------------- | ---------------------------- | ---------- | -------------- | ----- | -------- |
| 2021 | Finálový turnaj, základní skupina | 1. listopadu      | Praha, Česko                 | tvrdý (h)  | Kanada         | 1–2   | prohra   |
| 2021 | Finálový turnaj, základní skupina | 3. listopadu      | Praha, Česko                 | tvrdý (h)  | RTF            | 1–2   | prohra   |
| 2022 | Kvalifikační kolo                 | 15.–16. dubna     | Alghero, Itálie              | tvrdý      | Itálie         | 0–3   | prohra   |
| 2022 | Světová baráž                     | 11.–12. listopadu | Apeldoorn, Nizozemsko        | tvrdý (h)  | Nizozemsko     | 3–1   | výhra    |
| 2023 | Kvalifikační kolo                 | 14.–15. dubna     | Coventry, Spojené království | tvrdý (h)  | Velká Británie | 3–1   | výhra    |
| 2023 | Finálový turnaj, základní skupina | 8. listopadu      | Sevilla, Španělsko           | tvrdý (h)  | Itálie         | 1–2   | prohra   |
| 2023 | Finálový turnaj, základní skupina | 10. listopadu     | Sevilla, Španělsko           | tvrdý (h)  | Německo        | 3–0   | výhra    |
| 2024 | Kvalifikační kolo                 | 12.–13. dubna     | Le Portel, Francie           | antuka (h) | Velká Británie | 1–3   | prohra   |
| 2024 | Kvalifikační kolo, baráž          | listopad          |                              |            |                |       |          |

## Přehled finále: 6 (3–3)
| Výsledek  | Č. | Datum a místo konání                                                              | Francouzky                                                                                    | Soupeřky                                                                                  | Skóre |
| --------- | -- | --------------------------------------------------------------------------------- | --------------------------------------------------------------------------------------------- | ----------------------------------------------------------------------------------------- | ----- |
| Vítěz     | 1. | Fed Cup 1997 4.–5. října 1997 's-Hertogenbosch, Nizozemsko koberec, Brabant Hall  | Mary Pierceová Sandrine Testudová Nathalie Tauziatová Alexandra Fusaiová                      | Nizozemsko                                                                                | 4–1   |
| Vítěz     | 1. | Fed Cup 1997 4.–5. října 1997 's-Hertogenbosch, Nizozemsko koberec, Brabant Hall  | Mary Pierceová Sandrine Testudová Nathalie Tauziatová Alexandra Fusaiová                      | Miriam Oremansová Caroline Visová Manon Bollegrafová Brenda Schultzová                    | 4–1   |
| Vítěz     | 2. | Fed Cup 2003 22.–23. listopadu 2003 Moskva, Rusko koberec, Lužniki                | Amélie Mauresmová Mary Pierceová Émilie Loitová Stéphanie Cohen-Alorová                       | Spojené státy                                                                             | 4–1   |
| Vítěz     | 2. | Fed Cup 2003 22.–23. listopadu 2003 Moskva, Rusko koberec, Lužniki                | Amélie Mauresmová Mary Pierceová Émilie Loitová Stéphanie Cohen-Alorová                       | Meghann Shaughnessyová Lisa Raymondová Alexandra Stevensonová Martina Navrátilová         | 4–1   |
| Finalista | 1. | Fed Cup 2004 27.–28. listopadu 2004 Moskva, Rusko koberec, Ice Stadium Krilackoje | Nathalie Dechyová Taťána Golovinová Émilie Loitová Marion Bartoliová                          | Rusko                                                                                     | 2–3   |
| Finalista | 1. | Fed Cup 2004 27.–28. listopadu 2004 Moskva, Rusko koberec, Ice Stadium Krilackoje | Nathalie Dechyová Taťána Golovinová Émilie Loitová Marion Bartoliová                          | Anastasija Myskinová Věra Zvonarevová Světlana Kuzněcovová Jelena Lichovcevová            | 2–3   |
| Finalista | 2. | Fed Cup 2005 17.–18. září 2005 Paříž, Francie antuka, Stade Roland-Garros         | Amélie Mauresmová Mary Pierceová Nathalie Dechyová Taťána Golovinová                          | Rusko                                                                                     | 2–3   |
| Finalista | 2. | Fed Cup 2005 17.–18. září 2005 Paříž, Francie antuka, Stade Roland-Garros         | Amélie Mauresmová Mary Pierceová Nathalie Dechyová Taťána Golovinová                          | Jelena Dementěvová Anastasija Myskinová Dinara Safinová Věra Duševinová                   | 2–3   |
| Finalista | 3. | Fed Cup 2016 12.–13. listopadu 2016 Štrasburk, Francie tvrdý, Rhénus Sport        | Caroline Garciaová Kristina Mladenovicová Alizé Cornetová Pauline Parmentierová               | Česko                                                                                     | 2–3   |
| Finalista | 3. | Fed Cup 2016 12.–13. listopadu 2016 Štrasburk, Francie tvrdý, Rhénus Sport        | Caroline Garciaová Kristina Mladenovicová Alizé Cornetová Pauline Parmentierová               | Karolína Plíšková Petra Kvitová Barbora Strýcová Lucie Hradecká                           | 2–3   |
| Vítěz     | 3. | Fed Cup 2019 9.–10. listopadu 2019 Perth, Austrálie tvrdý, RAC Arena              | Kristina Mladenovicová Caroline Garciaová Alizé Cornetová Fiona Ferrová Pauline Parmentierová | Austrálie                                                                                 | 3–2   |
| Vítěz     | 3. | Fed Cup 2019 9.–10. listopadu 2019 Perth, Austrálie tvrdý, RAC Arena              | Kristina Mladenovicová Caroline Garciaová Alizé Cornetová Fiona Ferrová Pauline Parmentierová | Ashleigh Bartyová Ajla Tomljanovićová Samantha Stosurová Astra Sharmaová Priscilla Honová | 3–2   |

## Přehled ročníků
| Pohár federace  |         |         |         |         |         |         |     |     |     |     |     |     |     |     |     |     |     |     |     |       |     |     |     |     |     |     |     |     |     |     |     |     |       |
| Světová skupina | QF      | SF      | SF      | QF      | QF      | QF      | QF  | QF  | SF  | QF  | 1R  | QF  | SF  | 1R  | QF  | QF  | QF  | 1R  | 2R  | 1R    | 1R  | QF  | 1R  | 2R  | 2R  | 2R  | 1R  | QF  | 1R  | QF  | SF  | SF  | 42–32 |
| Turnaj útěchy   | nekonán | nekonán | nekonán | nekonán | nekonán | nekonán | A   | A   | A   | A   | SF  | NH  | A   | F   | A   | NH  | A   | F   | 2R  | vítěz | 2R  | A   | QF  | A   | A   | A   | 2R  | A   | A   | A   | A   | NH  | 13–5  |
| výhry–prohry    | 1–1     | 3–1     | 2–1     | 1–1     | 0–1     | 1–1     | 1–1 | 2–1 | 2–1 | 2–1 | 3–2 | 2–1 | 3–1 | 2–2 | 2–1 | 2–1 | 2–1 | 3–2 | 1–2 | 4–1   | 0–2 | 2–1 | 1–2 | 1–1 | 1–1 | 1–1 | 0–2 | 2–1 | 1–1 | 2–1 | 3–1 | 3–1 | 56–37 |

| Fed Cup                 |     |     |       |     |     |          |          |          |          |          |     |       |     |       |       |       |        |        |        |       |     |     |       |     |       |       |
| Světová skupina         | SF  | SF  | Vítěz | SF  | QF  | 5.       | 3.       | QF       | Vítěz    | F        | F   | QF    | SF  | QF    | QF    | QF    | QF     | A      | A      | A     | SF  | F   | QF    | SF  | Vítěz | 29–18 |
| Baráž světové skupiny   | A   | A   | A     | A   | A   | A        | A        | NH       | vítěz    | A        | A   | vítěz | A   | vítěz | vítěz | vítěz | prohra | A      | A      | vítěz | A   | A   | vítěz | A   | A     | 7–1   |
| 2. světová skupina      | A   | A   | A     | A   | A   | nekonána | nekonána | nekonána | nekonána | nekonána | A   | A     | A   | A     | A     | A     | A      | prohra | prohra | výhra | A   | A   | A     | A   | A     | 1–2   |
| Baráž 2. světové sk.    | A   | A   | A     | A   | A   | nekonána | nekonána | nekonána | nekonána | nekonána | A   | A     | A   | A     | A     | A     | A      | výhra  | výhra  | A     | A   | A   | A     | A   | A     | 2–0   |
| 1. sk. euroafrické zóny | A   | A   | A     | A   | A   | A        | A        | A        | A        | A        | A   | A     | A   | A     | A     | A     | A      | A      | A      | A     | A   | A   | A     | A   | A     | 0–0   |
| výhry–prohry            | 1–1 | 1–1 | 3–0   | 1–1 | 0–1 | 2–1      | 3–1      | 1–1      | 4–0      | 3–1      | 2–1 | 1–1   | 1–1 | 1–1   | 1–1   | 1–1   | 0–2    | 1–1    | 1–1    | 2–0   | 1–1 | 2–1 | 1–1   | 1–1 | 3–0   | 94–59 |
| Konečný žebříček        |     |     |       |     |     |          |          | 6.       | 1.       | 1.       | 2.  | 3.    | 3.  | 5.    | 11.   | 9.    | 15.    | 16.    |        |       |     | 2.  | 4.    | 3.  | 1.    |       |

| Legenda | Legenda                                   | Legenda | Legenda                     |
| ------- | ----------------------------------------- | ------- | --------------------------- |
| SR      | poměr vyhraných turnajů ku všem odehraným | W–L V–P | výhry–prohry                |
| NH      | daný rok se turnaj nekonal                | A       | turnaje se hráč nezúčastnil |
| 1Q / LQ | prohra v (kole) kvalifikace               | 1k / 1R | prohra v daném kole turnaje |
| QF / ČF | prohra ve čtvrtfinále                     | SF      | prohra v semifinále         |
| F       | prohra ve finále                          | Vítěz   | vítězství v turnaji         |

## Bilance hráček
| Hráčka                     | výhry-prohry | výhry-prohry | výhry-prohry | první účast | odehráno utkání |
| Hráčka                     | celkem       | dvouhra      | čtyřhra      | první účast | odehráno utkání |
| -------------------------- | ------------ | ------------ | ------------ | ----------- | --------------- |
| Gail Benedettiová          | 27–26        | 14–16        | 13–10        | 1969        | 35              |
| Alizé Cornetová            | 11–23        | 7–17         | 4–6          | 2008        | 24              |
| Nathalie Dechyová          | 17–15        | 13–7         | 4–8          | 200         | 10              |
| Françoise Dürrová          | 31–17        | 16–8         | 15–9         | 1963        | 27              |
| Caroline Garciaová         | 23–8         | 14–7         | 9–1          | 2013        | 24              |
| Julie Halardová-Decugisová | 21–3         | 13–10        | 9–3          | 1990        | 19              |
| Amélie Mauresmová          | 32–11        | 30–9         | 2–2          | 1998        | 21              |
| Kristina Mladenovicová     | 27–11        | 11–8         | 16–3         | 2012        | 20              |
| Pauline Parmentierová      | 7–14         | 6–13         | 1–1          | 2010        | 8               |
| Mary Pierceová             | 18–14        | 16–10        | 2–4          | 1990        | 22              |
| Virginie Razzanová         | 16–9         | 10–5         | 6–4          | 2001        | 9               |
| Nathalie Tauziatová        | 33–21        | 13–12        | 20–9         | 1985        | 40              |

## Kapitáni
| Kapitán                     | období                   | zápasů | V  | P | %     | nejlépe                               | nejlepší hráčka          |
| --------------------------- | ------------------------ | ------ | -- | - | ----- | ------------------------------------- | ------------------------ |
| Janine Lieffrigová          | 1963–1966                | 11     | 7  | 4 | 63,63 | 1964 – semifinále                     | Françoise Dürrová        |
| Monique Bensusan-Hamelinová | 1967–1968                | 3      | 1  | 2 | 33,33 | 1968 – čtvrtfinále                    | Rosy Darmonová           |
| Jacqueline Kerminová        | 1969–1970 1973–1975 1977 | 20     | 13 | 7 | 65,00 | 1975 – semifinále                     | Gail Benedetti           |
| Philippe Chatrier           | 1971–1972                | 6      | 4  | 2 | 66,67 | 1971 – semifinále                     | Françoise Dürrová        |
| Philippe Duxin              | 1976 1978 1992           | 10     | 6  | 4 | 60,00 | 1978 – čtvrtfinále 1992 – čtvrtfinále | Gail Benedettiová        |
| Jean-Paul Loth              | 1979–1982                | 15     | 10 | 5 | 66,67 | 1979 – čtvrtfinále                    | Brigitte Simon-Glinelová |
| Françoise Dürrová           | 1983 1993–1996           | 14     | 8  | 6 | 57,14 | 1993 – semifinále 1994 – semifinále   | Julie Halard-Decugisová  |
| Patrick Favière             | 1984–1985                | 6      | 3  | 3 | 50,00 | 1984 – čtvrtfinále                    | Catherine Tanvierová     |
| François Jauffret           | 1986–1991                | 13     | 6  | 7 | 46,15 | 1990 – čtvrtfinále                    | Isabelle Demongeotová    |
| Yannick Noah                | 1997–1998                | 5      | 4  | 1 | 80,00 | 1997 – vítězství                      | Nathalie Tauziatová      |
| Guy Forget                  | 1999–2004                | 18     | 13 | 5 | 72,22 | 2003 – vítězství                      | Amélie Mauresmová        |
| Georges Goven               | 2005–2008                | 9      | 5  | 4 | 55,55 | 2005 – finále                         | Virginie Razzanová       |
| Nicolas Escudé              | 2009–2012                | 8      | 3  | 5 | 37,50 | 2009 – čtvrtfinále 2010 – čtvrtfinále | Virginie Razzanová       |
| Amélie Mauresmová           | 2013–2016                | 9      | 6  | 3 | 66,7  | 2016 – finále                         | Marion Bartoliová        |
| Yannick Noah                | 2017–2018                | 4      | 2  | 2 | 50    | 2018 – semifinále                     |                          |
| Julien Benneteau            | 2019–                    | 10     | 6  | 4 | 60    | 2019 – vítězství                      | Kristina Mladenovicová   |

### Související článek
- Daviscupový tým Francie
- Francie na Hopmanově poháru